# Sark Al-Owainat-i repülőtér
A Sark Al-Owainat-i repülőtér (IATA: GSQ, ICAO: HEOW) egy regionális repülőtér az egyiptomi Sark Al-Owainatban, a nyugati sivatagban. A repülőtér Új-völgy kormányzóságot szolgálja ki, 2011-ben 6559 utas fordult meg rajta (0,8%-os visszaesés 2010-hez képest).
A repülőtér 2003-ban épült hárommillió dollárból, mindössze három hónap alatt, abból a célból, hogy a befektetők könnyebben ide tudják szállítani a felszerelésüket és el tudják szállítani a terményt. A repülőtér 36 négyzetkilométeren terül el, fő futópályája 3500 méteres, a forgalmi előtérben nyolc repülőgép fér el egyszerre. Terminálépülete óránként 100 utas fogadására alkalmas, automatikus poggyászfutószalaggal nincs felszerelve.
2009 augusztusában az EgyptAir egyezséget írt alá az egyesült arab emirátusokbeli Janan Investment Company mezőgazdasági befektetési társasággal, melynek keretén belül a légitársaság vasárnaponként járatot üzemeltet a repülőtérre a kairói nemzetközi repülőtérről. A járat megkönnyíti a régió elérését a dolgozók és befektetők számára, és ezzel elősegíti a mezőgazdasági célú befektetést a régióban.
A Sark Al-Owainat-i nem irányított körkörös jeladó (OWT) a repülőtértől keletre található, az oweinati jeladó (ENT) pedig a futópályától 17 km-re nyugatra.
A futópálya kivilágítatlan, így éjszakai landolásra nem alkalmas. A repülőtér szabadkereskedelmi zóna, rendelkezik létesítményekkel az exportra váró termékek raktározásához és csomagolásához.

## Légitársaságok és úticélok
| Légitársaság                          | Célállomások |
| ------------------------------------- | ------------ |
| EgyptAir üzemeltető: EgyptAir Express | Kairó        |

## Forgalom
Az utasforgalom az elmúlt években az alábbi módon változott:
| Utasok száma |      | 646  | 4138 | 3076 | 4836 | 8004 | 15 188 | 23 361 | 42 344 | 15 816 |
|              | 1995 | 1998 | 2001 | 2004 | 2007 | 2009 | 2012   | 2015   | 2018   | 2021   |

## Fordítás
- Ez a szócikk részben vagy egészben  a   Sharq El Owainat Airport című angol Wikipédia-szócikk ezen változatának fordításán alapul.  Az eredeti cikk szerkesztőit annak laptörténete sorolja fel. Ez a jelzés csupán a megfogalmazás eredetét és a szerzői jogokat jelzi, nem szolgál a cikkben szereplő információk forrásmegjelöléseként.